# Reuth (Neuendettelsau)

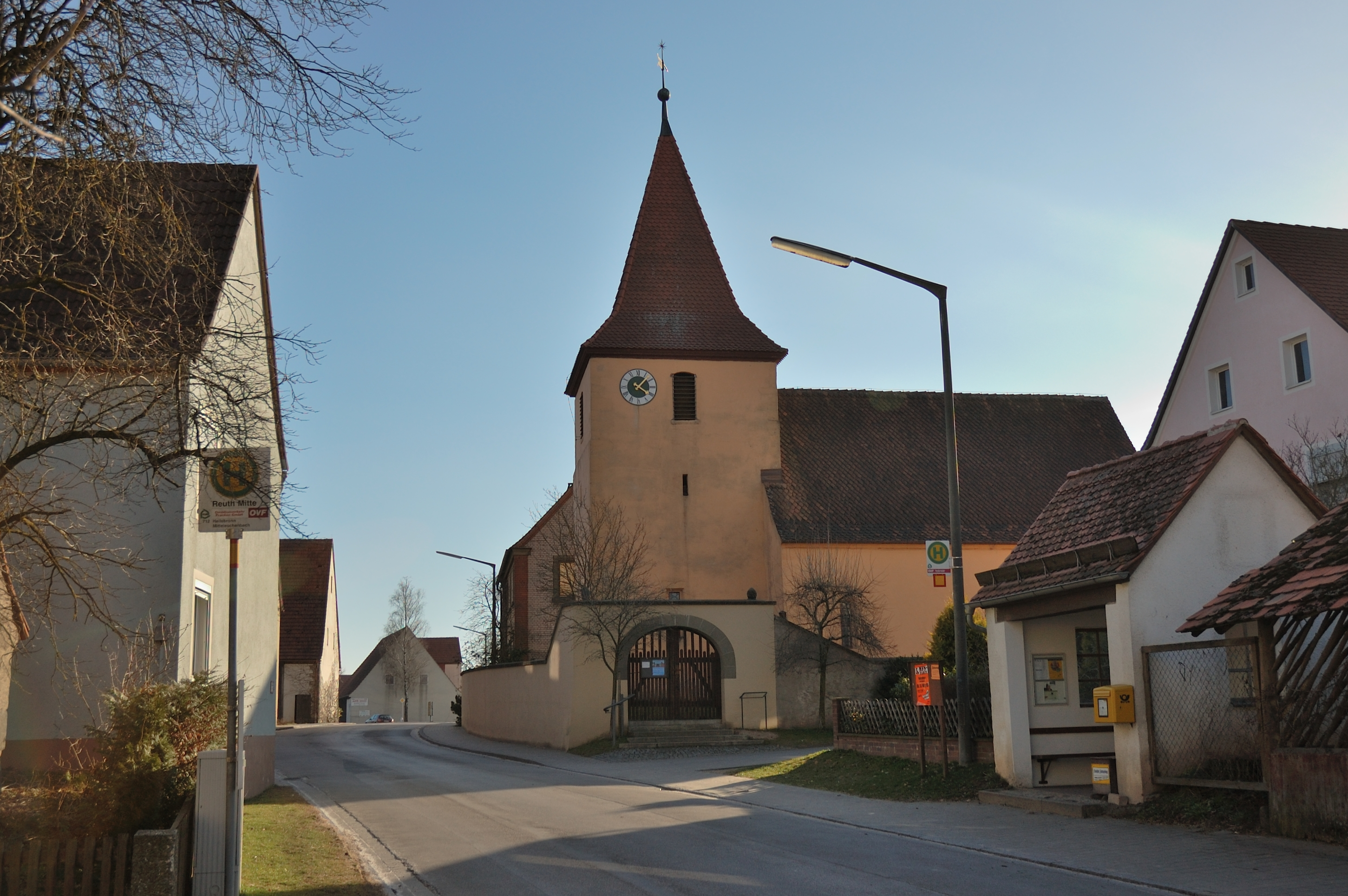
St. Kunigundkirche

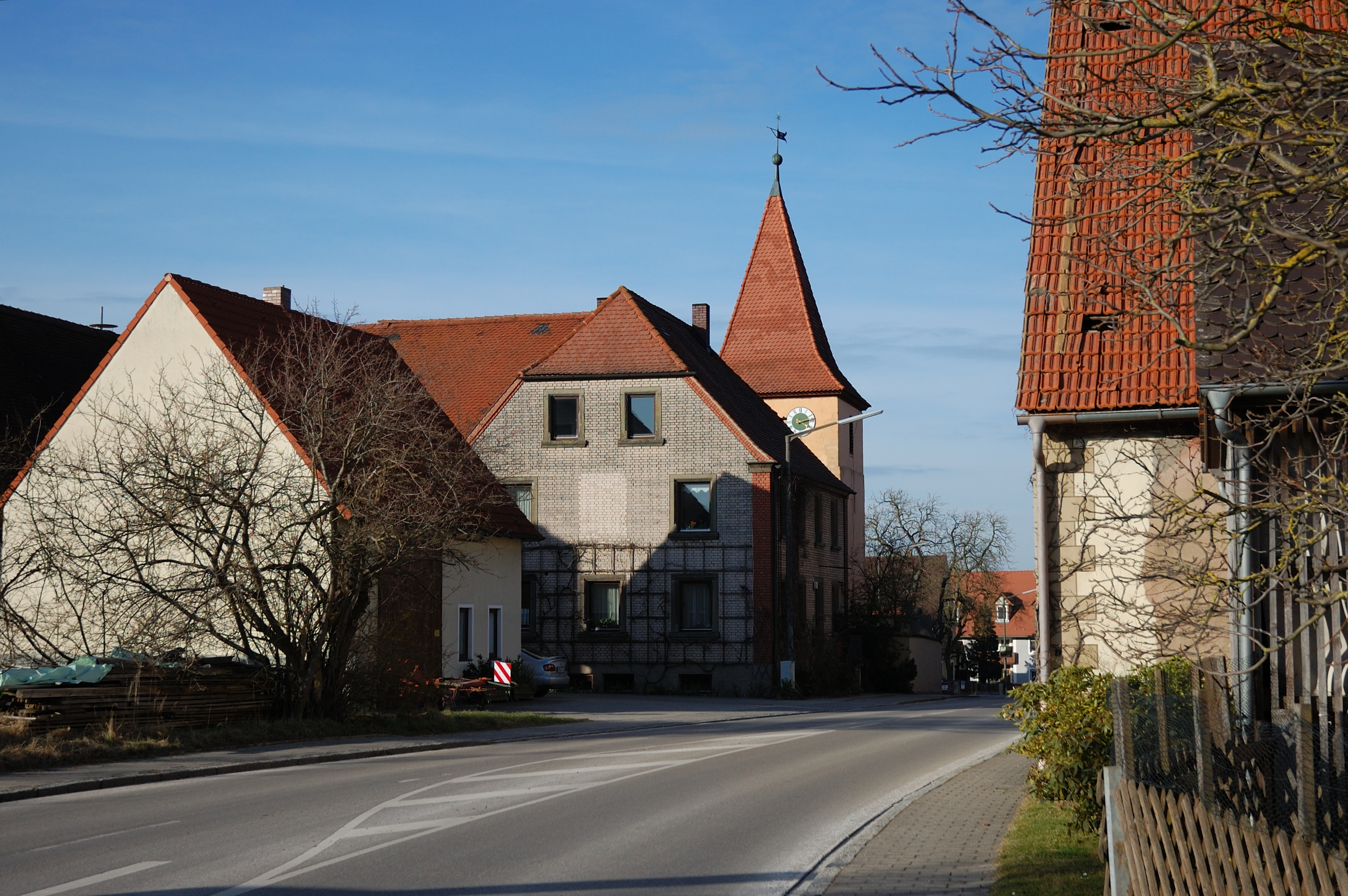
Reuth

Reuth ([ʁɔɪ̯t] , fränkisch: Raid) ist ein Gemeindeteil der Gemeinde Neuendettelsau im Landkreis Ansbach (Mittelfranken, Bayern). Reuth liegt in der Gemarkung Haag.

## Geografie
Unmittelbar nördlich des Kirchdorfes fließt der Watzendorfer Bach, ein rechter Zufluss der Aurach, 0,75 km südlich entspringt der Schwalbenbach, ein linker Zufluss der Fränkischen Rezat. Der Ort ist umgeben von den Fluren Am Reuther Weg (nördl.), Sahrgrund (östl.) und Hinteres Feld (südl.). Im Süden liegt auch das Waldgebiet Birket.
Durch den Ort verläuft die Staatsstraße 2410, die nach Windsbach (3 km südlich) bzw. zur Anschlussstelle 54 der Bundesautobahn 6 führt (3 km nordwestlich). Von der St 2410 zweigt die Kreisstraße AN 19 ab, die nach Neuendettelsau führt (2,1 km westlich). Eine Gemeindeverbindungsstraße zweigt auf gleicher Höhe von der St 2410 ab und führt nach Watzendorf (1,7 km östlich).

## Geschichte
Der Ort wurde 1213 als „Gerute“ erstmals urkundlich erwähnt (1259 als „Ruth“, 1304 als „Reut“). Wie der Name andeutet, handelt es sich um eine Siedlung, die auf einem durch Brandrodung urbar gemachten Grund entstand.
Im Jahr 1213 kaufte das Kloster Heilsbronn in der Zeit des fünften Abts Albertus dort einen Hof von Friedrich von Haslach. Im Jahr 1254 tauschte das Kloster Güter in Michelbach, Grub und Baldingen und erhielt dafür vermutlich oettingische Güter in Reuth. Weitere Erwerbungen kamen von den Grafen von Truhendingen. 1402 waren alle acht damals bestehenden Güter heilsbronnisch.
Im 16-Punkte-Bericht des Oberamts Windsbach aus dem Jahr 1608 wurden für Reuth 9 Mannschaften verzeichnet: die 5 Bauern und 4 Köbler hatten das Klosterverwalteramt Heilsbronn als Grundherrn. Außerdem gab es ein Gemeindehirtenhaus. Das Hochgericht übte das brandenburg-ansbachische Kasten- und Stadtvogteiamt Windsbach aus. Im Dreißigjährigen Krieg wurde die Kirche niedergebrannt und alle Höfe verödeten bereits 1636. Nachdem Glaubensflüchtlinge aus Österreich ab 1658 dort eine neue Heimat gefunden hatten, wurde die Kirche ab 1669 wieder aufgebaut. Erst 1687 konnten alle Güter wieder besetzt werden.
Gegen Ende des 18. Jahrhunderts gab es in Reuth 11 Anwesen (2 Höfe, 5 Halbhöfe, 2 Güter, 2 Gütlein). Das Hochgericht übte das Kasten- und Stadtvogteiamt Windsbach aus, die Dorf- und Gemeindeherrschaft und Grundherrschaft über alle Anwesen hatte das Klosterverwalteramt Heilsbronn. Neben den Anwesen gab es noch ein Gemeindehirtenhaus und ein Pfarrgut. Von 1797 bis 1808 unterstand der Ort dem Justiz- und Kammeramt Windsbach.
Im Rahmen des Gemeindeedikts wurde Reuth dem 1808 gebildeten Steuerdistrikt Aich und der 1810 gegründeten Ruralgemeinde Aich zugeordnet. Mit dem Zweiten Gemeindeedikt (1818) wurde Reuth in die neu gebildete Ruralgemeinde Haag umgemeindet. Im Zuge der Gebietsreform in Bayern wurde diese am 1. Januar 1972 nach Neuendettelsau eingemeindet.

### Historische Ortskarte

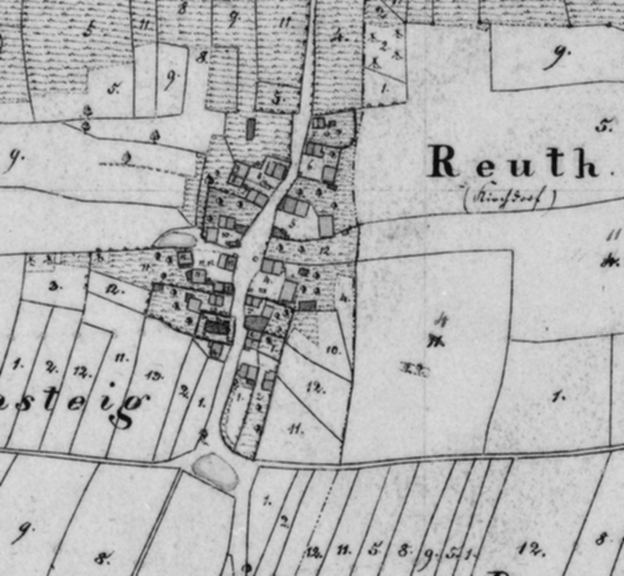
Ortsplan 1826

### Bau- und Bodendenkmäler
- Reuth 14: evangelisch-lutherische Filialkirche St. Kunigund, eine Chorturmkirche mit Saalbau, fertiggestellt im Jahre 1453[17]
- mittelalterlicher und frühneuzeitlicher Altort[17]

### Einwohnerentwicklung
| Jahr      | 001818 | 001836 | 001840 | 001861 | 001871 | 001885 | 001900 | 001925 | 001950 | 001961 | 001970 | 001987 | 002007 | 002013 |
| Einwohner | 78     | 83     | 91     | 103    | 111    | 95     | 88     | 101    | 138    | 90     | 98     | 92     | 79     | 78     |
| Häuser    | 14     | 15     | 15     |        |        | 16     | 17     | 18     | 16     | 16     |        | 18     |        |        |
| Quelle    | [ 19 ] | [ 20 ] | [ 21 ] | [ 22 ] | [ 23 ] | [ 24 ] | [ 25 ] | [ 26 ] | [ 27 ] | [ 28 ] | [ 29 ] | [ 30 ] | [ 31 ] | [ 1 ]  |

## Religion
Ursprünglich waren die Bewohner nach St. Maria (Großhaslach) gepfarrt. Im Jahr 1473 wurde St. Kunigund (Reuth) zur Pfarrei erhoben und löste sich mit den umliegenden Orten von der Mutterkirche los. Bereits in der ersten Hälfte des 16. Jahrhunderts – spätestens im Jahr 1545 – wurde St. Kunigund Filiale von St. Michael (Weißenbronn). 1848 wurde es nach St. Nikolai (Neuendettelsau) umgepfarrt, dessen Filiale es bis heute ist. Die Bewohner römisch-katholischer Konfession sind nach St. Franziskus (Neuendettelsau) gepfarrt.

## Vereine
- Freiwillige Feuerwehr Reuth